# Nelson Aerts
Nelson Aerts (ur. 25 kwietnia 1963 w Cachoeira do Sul) – brazylijski tenisista, reprezentant w Pucharze Davisa.

## Kariera tenisowa
Zawodowym tenisistą Aerts był w latach 1983–1998.
Osiągnął 3 finały w konkurencji gry podwójnej rozgrywek rangi ATP World Tour. W zawodach z cyklu ATP Challenger Tour odniósł 11 deblowych triumfów.
W 1984, 1986 i 1991 reprezentował Brazylię w Pucharze Davisa. Bilans tenisisty w turnieju wynosi 3 wygrane i 1 porażka w singlu oraz 2 zwycięstwa i 1 przegrana w deblu.
W rankingu gry pojedynczej najwyżej był na 109. miejscu (16 czerwca 1986), a w klasyfikacji gry podwójnej na 80. pozycji (16 kwietnia 1990).

### Finały w turniejach ATP World Tour
| Legenda                                      |
| -------------------------------------------- |
| Wielki Szlem                                 |
| Igrzyska olimpijskie                         |
| Tennis Masters Cup / ATP Finals              |
| ATP Masters Series / ATP Tour Masters 1000   |
| ATP International Series Gold / ATP Tour 500 |
| ATP International Series / ATP Tour 250      |

#### Gra podwójna (0–3)
| Końcowy wynik | Nr | Data            | Turniej        | Nawierzchnia  | Partner        | Przeciwnicy                    | Wynik finału |
| ------------- | -- | --------------- | -------------- | ------------- | -------------- | ------------------------------ | ------------ |
| Finalista     | 1. | 22 grudnia 1985 | Adelaide       | Trawiasta     | Tomm Warneke   | Mark Edmondson Kim Warwick     | 4:6, 4:6     |
| Finalista     | 2. | 8 kwietnia 1990 | Rio de Janeiro | Dywanowa      | Fernando Roese | Brian Garrow Sven Salumaa      | 5:7, 3:6     |
| Finalista     | 3. | 15 lutego 1998  | San Jose       | Twarda (hala) | André Sá       | Todd Woodbridge Mark Woodforde | 1:6, 5:7     |